# Chỉ số tử ngoại
Chỉ số tử ngoại hay chỉ số UV là một chỉ số đo lường theo tiêu chuẩn quốc tế về cường độ của bức xạ tử ngoại từ mặt trời tại một địa điểm cụ thể vào một ngày cụ thể. Nó là một thang đo đầu tiên được sử dụng dự báo theo ngày cho công chúng được biết, hiện nay thì theo giờ.
Mục đích của chỉ số này là để giúp mọi người bảo vệ mình khỏi tia cực tím, vì việc tiếp xúc quá nhiều với ánh sáng mặt trời sẽ gây bỏng nắng, tổn thương mắt như đục thủy tinh thể, lão hóa da, ức chế miễn dịch, và ung thư da. Các tổ chức y tế công cộng khuyến cáo người dân tự bảo vệ mình (ví dụ, bằng cách thoa kem chống nắng cho da và đội mũ) khi chỉ số tử ngoại đạt 3 hoặc cao hơn; xem bảng bên dưới.

## Sử dụng chỉ số
| Chỉ số tử ngoại | Mô tả                                     | Màu hiển thị | Khuyến nghị |
| --------------- | ----------------------------------------- | ------------ | --- |
| 0–2.9           | Nguy cơ gây hại từ tia cực tím thấp       | Xanh lục     | Đeo kính râm, thoa kem chống nắng nếu trời đổ tuyết vì tuyết phản xạ tia cực tím. |
| 3.0–5.9         | Nguy cơ gây hại từ tia cực tím trung bình | Vàng         | Có những biện pháp phòng ngừa, chẳng hạn như che chắn khi ra ngoài. Ở dưới bóng râm vào khoảng giữa trưa, lúc ánh nắng sáng chói nhất.                                                       |
| 6.0–7.9         | Nguy cơ gây hại từ tia cực tím cao        | Cam          | Đeo kính râm, thoa kem chống nắng SPF 30+, mặc quần áo chống nắng và đội nón rộng vành. Giảm thời gian tiếp xúc với ánh nắng trong khoảng 3 giờ trước và sau giữa trưa.                      |
| 8.0–10.9        | Nguy cơ gây hại từ tia cực tím rất cao    | Đỏ           | Bôi kem chống nắng SPF 30+, mặc áo sơ-mi, kính râm, và đội mũ. Không nên đứng dưới nắng quá lâu.                                                                                             |
| 11.0+           | Nguy cơ gây hại từ tia cực tím cực cao    | Tím          | Mang tất cả các biện pháp phòng ngừa, bao gồm: thoa kem chống nắng SPF 30+, kính râm, áo sơ-mi dài tay, quần dài, đội mũ rộng vành, và tránh ánh nắng mặt trời 3 giờ trước và sau giữa trưa. |